# Die Eroberung von Mexiko

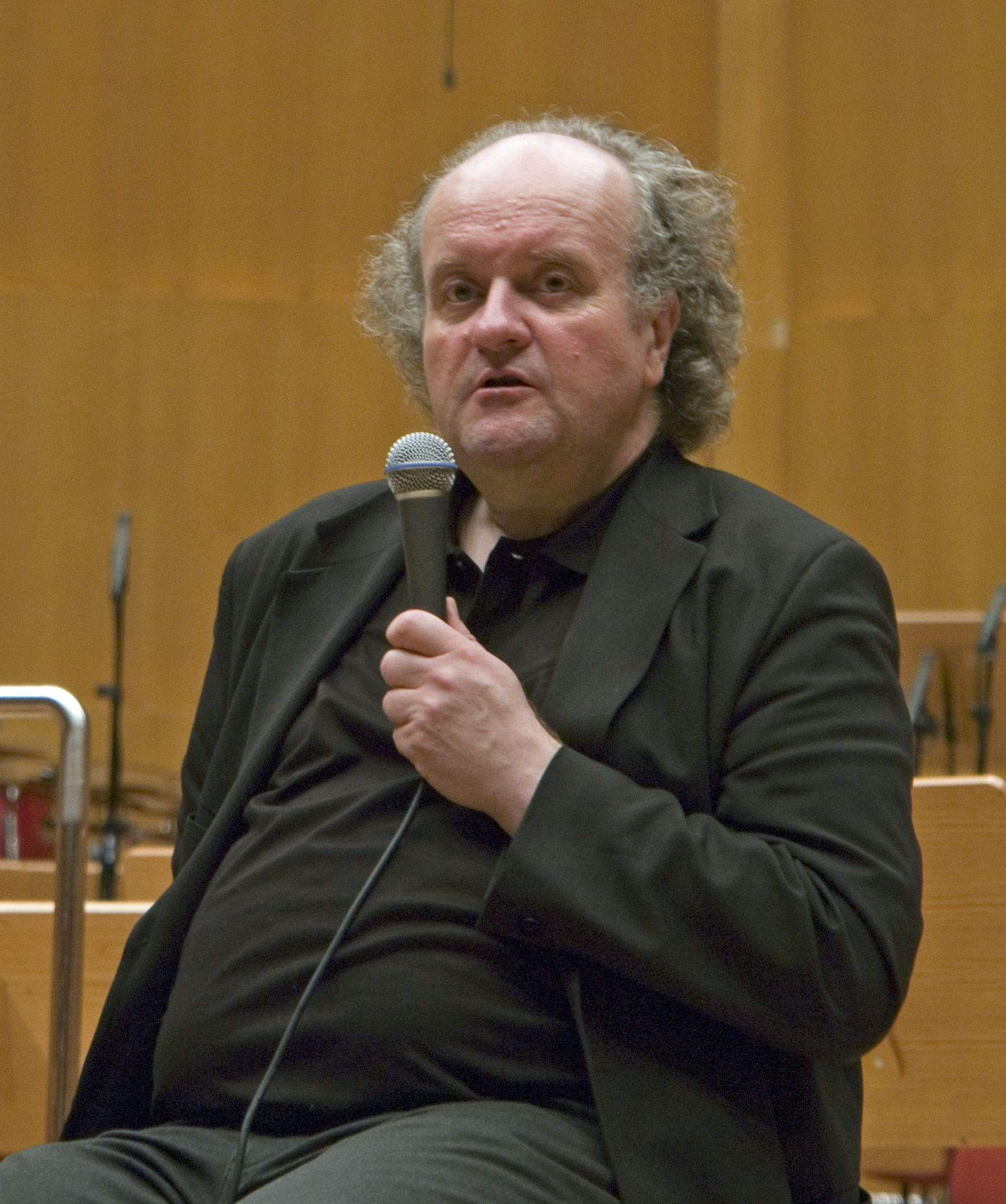
Wolfgang Rihm

Die Eroberung von Mexico (Erövringen av Mexiko) är en opera (musikteater) i fyra akter med musik av Wolfgang Rihm. Librettot skrevs av Rihm och bygger på texten La conquête du Mexique (1933) och essän Le théâtre de Séraphin (1936) av Antonin Artaud, samt på diktcykeln Raiz del hombre (1937) av Octavio Paz.

## Historia
Operan framställer vilken inverkan den spanska invasionen av Mexiko hade på aztekerna på 1500-talet. Orkestern används inte för att beskriva eller ackompanjera sångarna, utan intar en oberoende roll. Endast personerna Cortez och Montezuma (sjungen av en sopran) benämns vid namn och båda åtföljs av talare eller sångare placerade i orkesterdiket. En tredje karaktär, Cortez älskarinna och tolk La Malinche, gestaltas av en dansare. Operan hade premiär den 9 februari 1992 på Hamburgs statsopera.

## Personer
- Cortez (baryton)
- Montezuma (sopran)
- La Malinche (stum roll)

## Handling
Operan följer Artauds scenario och kartlägger erövringens process från det första mötet mellan Cortez och Montezuma till det oundvikligt blodiga slutet och Montezumas nederlag.